# 122 (getal)
122 is het natuurlijke getal volgend op 121 en voorafgaand aan 123.

## In de wiskunde
- Er is geen oplossing voor Eulers totiëntvergelijking φ(x) = 122, waarmee 122 een niettotiënt is.
- De som der cijfers van 122 (5) is ook de som der cijfers van zijn binaire voorstelling 1111010 (5), ook bekend als het Hamming gewicht.

## Overig
Honderdtweeëntwintig is ook:
- De hoogste erkende leeftijd van een persoon (Jeanne-Louise Calment)
- Het jaar A.D. 122
- Het jaar 122 v.Chr.